# Endococcus fusigera
Endococcus fusigera är en lavart som beskrevs av Th. Fr. & Almq. Endococcus fusigera ingår i släktet Endococcus, klassen Dothideomycetes, divisionen sporsäcksvampar och riket svampar.   Inga underarter finns listade i Catalogue of Life.